# 内乱罪
内乱罪（ないらんざい）は、国の統治機構を破壊し、又はその領土において国権を排除して権力を行使し、その他憲法の定める統治の基本秩序を壊乱することを目的として暴動をする犯罪である（刑法77条）。内乱予備罪・内乱陰謀罪（刑法78条）や内乱等幇助罪（刑法79条）とともに、刑法第2編第2章に内乱に関する罪として規定されている。

## 概説
内乱罪は国家の存立に対する罪である。本罪は国家の秩序を転覆せしめる重大な罪であるが、仮に内乱が成功した場合、革命成功ということでその行為は（「勝てば官軍」の論理により）正当化されて犯罪性が否定されるので危険犯として規定する他ない。
本罪について刑法学では、刑罰が国家制度を維持するための機構であるという性質から「最も犯罪らしい犯罪」と表現され、それとは反対に、仮に目的が完遂すればもはや犯罪として処罰することができなくなるという性質から「最も犯罪らしくない犯罪とすらいえる」と表現されることもある。
内乱罪は国内犯はもちろん国外犯にも適用される（刑法1条・刑法2条）。
これまで同罪状で訴追された例は、第二次世界大戦前における以下の数件のみであり、いずれも判決においては内乱罪適用を回避している。なお、刑法施行後最大の内乱といえる二・二六事件では、刑法の適用はなく、陸軍刑法による軍法会議で関係者は死刑に処されている。また戦前においては、内乱罪の特別法ともいうべき大逆罪が存在したことにも留意すべきである。
- 五・一五事件 - ただし、軍関係者は陸海軍の軍法会議にて処断。農民決死隊を組織する橘孝三郎ら民間人のみが刑法の適用となった。
- 神兵隊事件
- 三・一事件 - 検察官は内乱罪の適用を求めたが、朝鮮高等法院は公訴事実につき内乱罪ではなく騒擾罪が成立するとし事件を京城地方法院に移送した。

第二次世界大戦後は、オウム真理教事件の際に新実智光の弁護側が一連のオウム事件について内乱罪の成立を主張し、首謀者を除いて死刑は適用されないとして裁判で争われたが、判決において否定された。このほか2018年9月以降、普天間基地移設問題に関連し、元参院議員の平野貞夫らにより内閣総理大臣の安倍晋三が内乱予備罪等で刑事告発されたが、いずれも不起訴（罪とならず）となっている。
内乱罪の第一審は高等裁判所が管轄する二審制（裁判所法16条4項）。従って、地方裁判所で行われる裁判員制度の対象外である。三審制の例外として代表的なものである。戦前は大審院が一審かつ終審の一審制で審理された（必ず予審を経ることとされた）。

### 改正
2025年6月:「禁錮」を「拘禁刑」へ改正。

## 内乱罪

### 保護法益
本罪の保護法益は、国家の対内的存立である。なお、内乱罪の保護法益が国家の対内的存立であるのに対し、外患罪は国家の対外的存立を保護法益とする。

### 主体
本罪の主体は多人数である（必要的共犯）。本罪の行為である暴動には多人数を要するため、本罪は必要的共犯の一種たる多衆犯である。国家にとって危険思想を持ち、クーデターなどの具体的な行動を引き起こそうとする団体・個人を指す。
本罪の主体は次の区別にしたがって処断される（刑法77条1項）。
- 首謀者

死刑又は無期拘禁刑。
- 謀議参与者・群衆指揮者、諸般の職務従事者

謀議参与者・群衆指揮者については無期又は3年以上の拘禁刑、諸般の職務従事者については1年以上10年以下の拘禁刑。
- 付和随行者・単なる暴動参加者

3年以下の拘禁刑。

### 行為
本罪の行為は暴動である。暴行・脅迫は最広義の暴行を意味する。すなわち、暴行の対象が物であっても人であっても成立しうる。騒乱罪と同様に少なくとも一地方の平穏を害することで足りるとする説と、本罪の保護法益からみて国家の存立を危うくする程度のものであることを要するとする説がある。
着手時期
本罪の着手時期は、暴動を行うための集団行動が開始された時とされる。
既遂時期
暴動が行われた結果、少なくとも一地方の平穏を害するに足りる程度に至ると既遂である。

### 主観的要件
本罪の成立には、統治機構を壊乱する目的が必要であるから本罪は目的犯である。憲法の定める統治の基本秩序を壊乱することを目的としていなかった場合は騒乱罪（刑法106条）となる。

### 共犯
本罪が行われるにあたり、集団外にあって内乱に関わった者（教唆者等）に刑法総則の共犯に関する規定が適用されるかには争いがあり、本罪はその性質上必要的共犯であり刑法はそのうち一定の行為を内乱罪の行為として限定しているものと解する否定説と、共犯処罰を前提としながら独立行為として処罰規定を設けていないに過ぎないとみる肯定説がある。

### 罪数
内乱の目的で暴動に付随して行われた殺人、傷害、放火などは本罪に吸収される（通説・判例）。犯罪類型上、殺人、傷害、放火などが起こる事は、大方予想の範囲内であるからである。ただし、本罪は目的犯であり内乱の目的とは無関係の殺人・傷害・放火等は、本罪には吸収されず別罪を構成する。

### 未遂
本罪の未遂は罰するが、付和随行者・単なる暴動参加者については、この限りでない（刑法77条2項）。

## 内乱予備罪・内乱陰謀罪
内乱の予備又は陰謀をした者は、1年以上10年以下の拘禁刑に処する（内乱予備罪・内乱陰謀罪。刑法78条）。暴動に至る前に自首したときは、その刑を免除する（刑の必要的免除。刑法80条）。実行着手後の自首は刑法42条1項（刑の任意的免除）による。
内乱予備罪・内乱陰謀罪を教唆した者は、5年以下の拘禁刑に処される（破壊活動防止法38条2項1号）。この場合に教唆された者が教唆に係る犯罪を実行するに至ったときは、刑法総則に定める教唆の規定の適用は排除されず、双方の刑を比較して重い刑をもって処断される（破壊活動防止法41条）。電波法では、無線設備又は電線路に十キロヘルツ以上の高周波電流を通ずる電信、電話その他の通信設備によって日本国憲法又はその下に成立した政府を暴力で破壊することを主張する通信を発した者に対して、刑事罰が規定されている。

## 内乱幇助罪
兵器、資金もしくは食糧を供給し、またはその他の行為により、内乱、予備・陰謀を幇助した者は、7年以下の拘禁刑に処する（内乱等幇助罪。刑法79条）。暴動に至る前に自首したときは、その刑を免除する（刑の必要的免除。刑法80条）。実行着手後の自首は刑法42条1項（刑の任意的免除）によるのは予備・陰謀の場合と同様である。
内乱等幇助罪を教唆した者は、5年以下の拘禁刑に処される（破壊活動防止法38条2項1号）。教唆された者が教唆に係る犯罪を実行するに至ったときの扱いは、内乱予備罪・内乱陰謀罪の教唆の場合と同じである（破壊活動防止法41条）。